# Menace Santana
menace Santana est un rappeur et auteur-compositeur-interprète français originaire de Rillieux-la-Pape dans la banlieue lyonnaise. Actif depuis 2016, il s'inscrit dans le sous-genre drill horrorcore.

## Biographie

### Vie privée
La véritable identité de menace Santana demeure inconnue. Si l'origine lyonnaise du rappeur, notamment son appartenance à un quartier de la banlieue de Rillieux-la-Pape, est connue de nos jours, cela n'a pas toujours été le cas,. Le rappeur entretient une présence discrète sur les réseaux sociaux, lançant parfois ses projets sans préavis, évitant les annonces, refusant les interviews et ne collaborant avec aucun autre artiste, .

### Carrière

#### Freestyle Covid Part. 1 & 2(2020-2021)
Pendant la période de confinements liés à la pandémie de Covid-19 en France, menace Santana captive un public plus vaste. Entre 2020 et 2021, la diffusion de sa série de freestyles Freestyle Covid joue un rôle clé dans sa montée en visibilité sur la scène musicale. Ces morceaux sont diffusés sur YouTube avec des clips.
Ces freestyles ont été regroupés dans deux projets lancés en octobre 2021 et disponibles sur diverses plateformes de streaming. La première partie, Freestyle Covid Part. 1. Les deux parties ont été compilées en deux vidéos, chacune ayant une durée dépassant dix minutes, et mises à disposition sur la plateforme YouTube.

#### !(2021)
Le 17 décembre 2021, menace Santana dévoile son premier projet, intitulé !. Composé de douze titres, le projet se caractérise par des morceaux relativement courts, ne dépassant pas les 30 minutes. Malgré sa brièveté, il parvient à se hisser à la sixième place des projets les plus écoutés au monde sur Spotify une semaine après sa sortie, en plus de vendre près de 7 000 albums, dont 3 253 versions physiques. La critique salue l'univers élaboré, la cohérence artistique, et le fil rouge clair du projet, ce qui conduit à sa certification or par le SNEP en novembre 2023.

#### Into The Dark(2022)

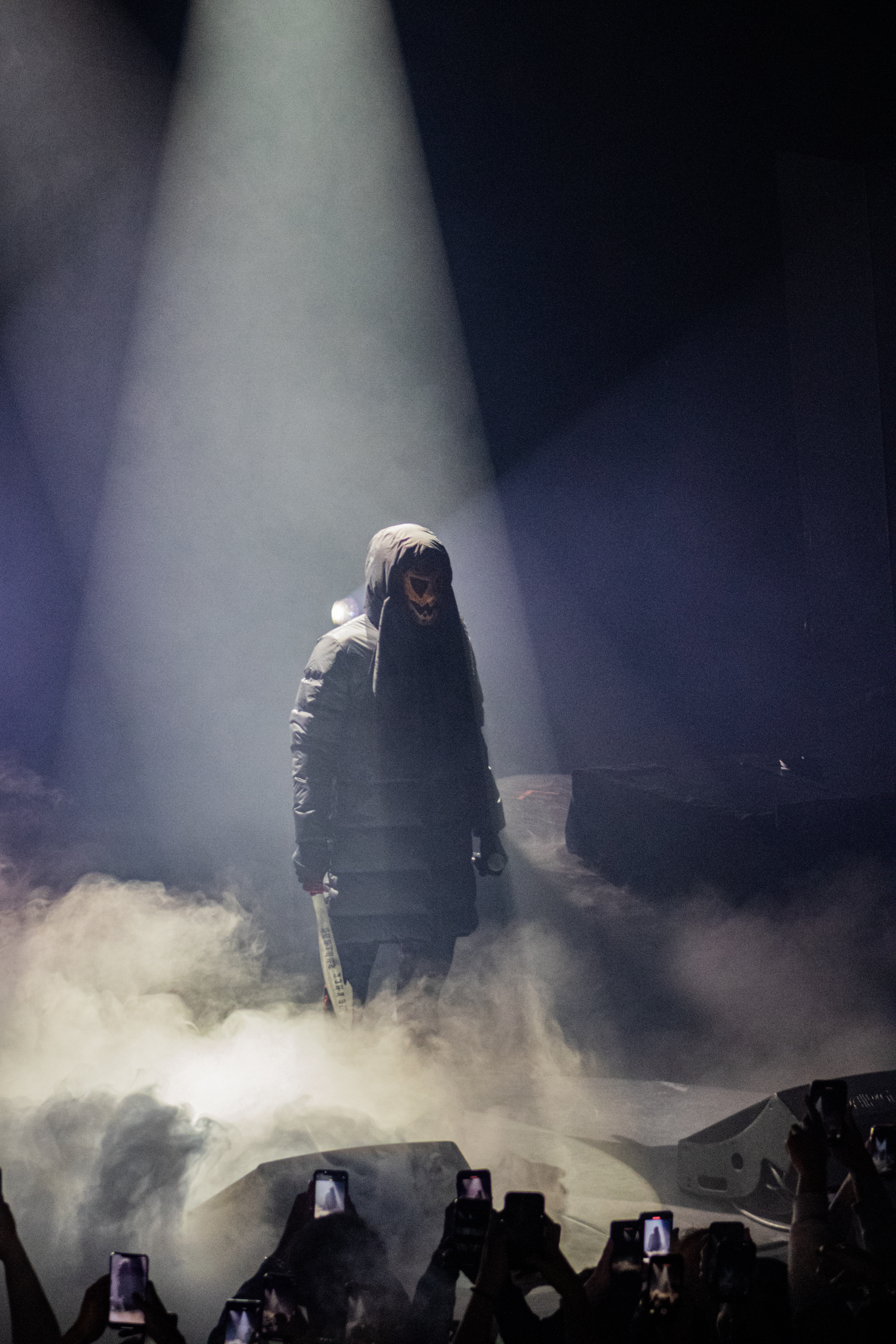
menace Santana en concert au Bataclan en 2022

En janvier 2022, menace Santana est identifié par le média spécialisé Booska-P parmi les 11 artistes à suivre au cours de l'année, le décrivant comme « l'un des plus gros phénomènes de la scène actuelle ». De même, Raplume, un média rap influent en France, inclut menace Santana dans sa liste des 10 espoirs pour l'année 2022 . Un mois plus tôt, la radio Générations le qualifiait sobrement de « le nouvel espoir de la drill française » et « l'une des sensations de 2021 ».
La version définitive du single MaDrug, initialement d'une durée de seulement 76 secondes, est présentée sous le titre MaDrug?, étendue à plus de quatre minutes. Toutefois, c'est la version originale, sortie en novembre 2022, qui a été certifiée or.

#### Freestyle Covid Part. 3(2024)
Initialement annoncé sur les réseaux sociaux en juillet 2022 pour une sortie prévue à la rentrée de septembre, le projet Freestyle Covid Part. 3 de menace Santana ne voit pas tout de suite le jour, l'artiste n'étant pas satisfait du résultat. La mixtape sort finalement le 16 février 2024, comprenant 19 titres, dont Adrenalean, sorti en janvier et servant de préambule au projet.
Contrairement aux deux premiers volets, cette fois-ci, il s'agit de véritables morceaux inédits. Cependant, des clins d'œil aux sorties précédentes sont présents, notamment avec les morceaux Freestyle CovIIId et 19 No Covid, ainsi que les Freestyle Covid 20 et 21. menace Santana propose également sur YouTube un clip de 12 minutes accompagnant visuellement dix morceaux du projet.

## Style
menace Santana s'inscrit parmi les rappeurs actifs dans du genre drill. Selon le média Booska-P, il est reconnu comme « l'un des ambassadeurs du genre au sein de l’hexagone ». Il évolue toutefois dans son univers singulier, caractérisé par des éléments sombres, macabres, horrifiques, violents, illicites, criminels et psychédéliques,,.
Ses morceaux pourraient aisément composer la bande-son de films d'horreur. Les textes de menace Santana explorent des thématiques telles que les sorcières, les démons, les esprits, les petites voix, les sortilèges, les cauchemars ou encore la mort,. Ces choix créent une atmosphère pesante et angoissante, rappelant l'horrorcore du rappeur VII notamment,.
L'esthétique du rappeur s'inscrit dans un style drill. menace Santana se présente exclusivement avec un « masque figé, semblable à celui d’un serial killer d’une sanglante saga horrifique », selon les mots du média spécialisé La Pépite. Son masque, inspiré de celui de Jason Voorhees des films Vendredi 13, joue un rôle essentiel. En effet, il lui permet de dissimuler son identité tout en accentuant sa direction artistique. Il incarne une esthétique horrifique cinématographique. Un survêtement blanc, des gants et un couteau papillon font également partie de son identité visuelle.

## Discographie

### Singles
| Année | Titre               | Meilleure position | Meilleure position | Meilleure position | Certifications       | Album                  |
| Année | Titre               | FR                 | WAL                | SUI                | Certifications       | Album                  |
| ----- | ------------------- | ------------------ | ------------------ | ------------------ | -------------------- | ---------------------- |
| 2019  | QLNT                | —                  | —                  | —                  |                      | —                      |
| 2020  | Drillin'            | —                  | —                  | —                  |                      | —                      |
| 2020  | Full menace         | —                  | —                  | —                  |                      | —                      |
| 2021  | Skiboy              | —                  | —                  | —                  |                      | —                      |
| 2021  | Michael Myers       | —                  | —                  | —                  |                      | —                      |
| 2021  | Freestyle Rapleader | —                  | —                  | —                  |                      | —                      |
| 2021  | Freestyle Karma     | —                  | —                  | —                  |                      | —                      |
| 2021  | Va au diable !      | —                  | —                  | —                  |                      | —                      |
| 2021  | Vendredi13Août2021  | —                  | —                  | —                  |                      | —                      |
| 2021  | Sex                 | —                  | —                  | —                  |                      | —                      |
| 2021  | Boosk'Halloween     | —                  | —                  | —                  | - France (SNEP) : Or | —                      |
| 2021  | Freestyle Machete   | —                  | —                  | —                  |                      | —                      |
| 2022  | Vendredi13Mai2022   | 106                | —                  | —                  |                      | —                      |
| 2022  | Guapman             | 64                 | —                  | —                  | - France (SNEP) : Or | —                      |
| 2022  | MaDrug              | 122                | 40                 | —                  | - France (SNEP) : Or | —                      |
| 2024  | Adrenalean          | 107                | —                  | —                  |                      | Freestyle Covid Part.3 |

### Autres titres classés
| Année | Titre                  | Meilleure position | Meilleure position | Meilleure position | Certifications       | Album         |
| Année | Titre                  | FR                 | WAL                | SUI                | Certifications       | Album         |
| ----- | ---------------------- | ------------------ | ------------------ | ------------------ | -------------------- | ------------- |
| 2021  | Fais un voeu !         | 88                 | —                  | —                  | - France (SNEP) : Or | !             |
| 2021  | Vengeance !            | 93                 | —                  | —                  | - France (SNEP) : Or | !             |
| 2021  | L'apprentie sorcière ! | 138                | —                  | —                  |                      | !             |
| 2021  | Mauvais oeil !         | 130                | —                  | —                  | - France (SNEP) : Or | !             |
| 2023  | 1809                   | 170                | —                  | —                  |                      | Into The Dark |
| 2023  | Freddy Krueger         | 147                | —                  | —                  |                      | Into The Dark |
| 2023  | Le cauchemar continue  | 176                | —                  | —                  |                      | Into The Dark |
| 2023  | Belek mS               | 156                | —                  | —                  |                      | Into The Dark |
| 2023  | Into The Dark          | 149                | —                  | —                  |                      | Into The Dark |
| 2023  | Halloween              | 163                | —                  | —                  |                      | Into The Dark |
| 2023  | MaDrug ?               | 192                | —                  | —                  |                      | Into The Dark |

### ExclusivitésSoundCloud
- 2016 : NOIR
- 2017 : Casper
- 2017 : OCB
- 2017 : #GoldenFreezer
- 2017 : Potion du Cauchemar
- 2017 : #PerfectCell
- 2018 : #MajinBuu
- 2019 : O'gang
- 2019 : Susan Mayer
- 2020 : Ms13
- 2020 : Lanuitj'mesenscommeunsupersaiyan
- 2020 : Lean
- 2020 : Jaicellequetupréfères
- 2020 : No corazón

## Concerts

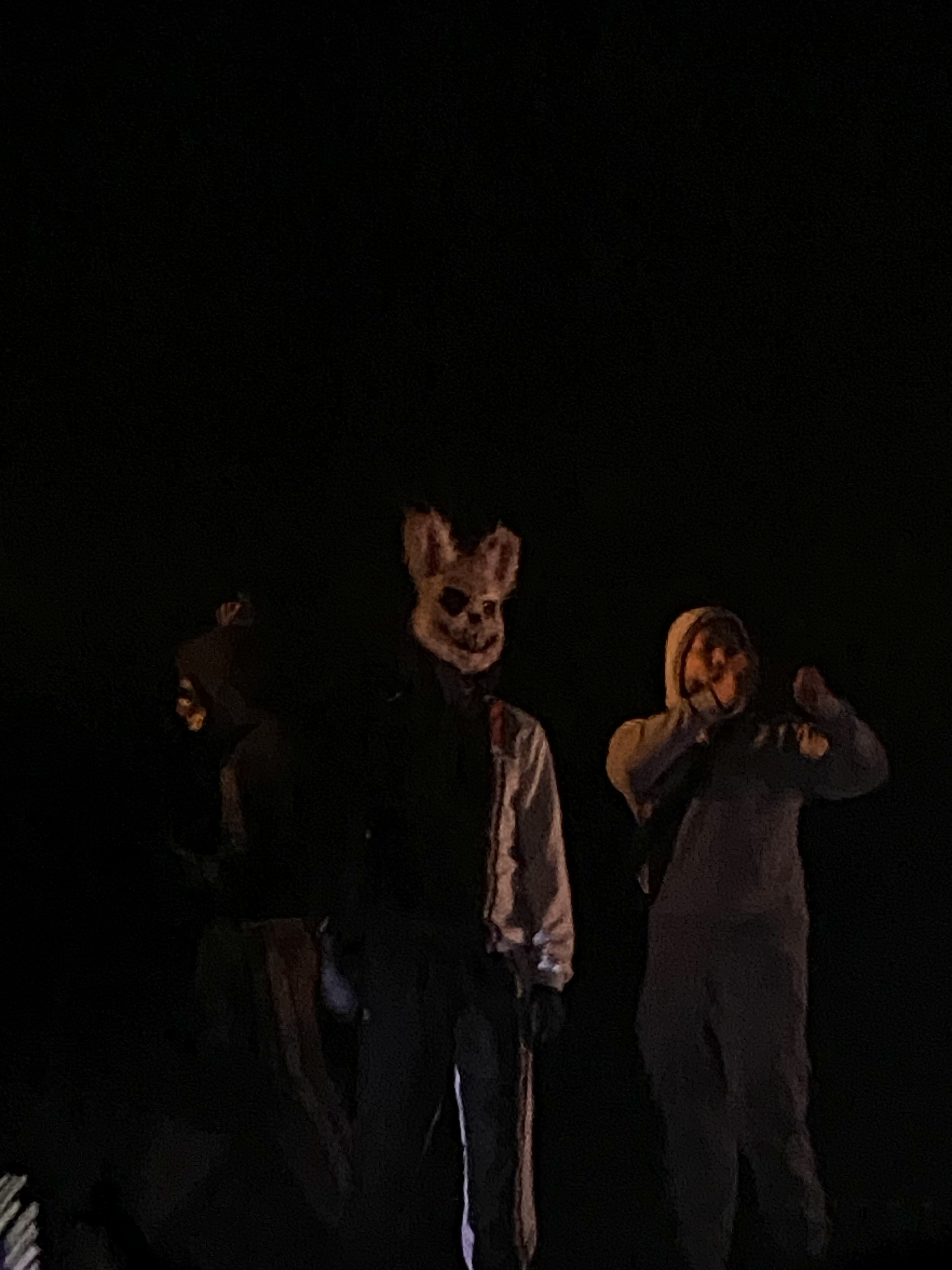
menace Santana en concert à l’URBX Festival

Bien que rares, menace Santana a eu l’occasion de réaliser plusieurs concerts au cours de sa carrière.
En voici la liste :
- Concert Into The Dark, organisé dans un garage. Concert accessible uniquement via l’achat d’un pack anciennement présent sur la boutique ou en résolvant une énigme dans les rues de la capitale à l’aide d’affiches placardées.
- Concert au Bataclan le 31 octobre 2022 (2500 personnes, complet)
- Festival Les Ardentes 2023 à Liège
- Festival Urbx2024 (La Condition Publique - Roubaix)
- Festival Marsatac 2024 à Marseille
- Festival La Matrice 2024 (vendredi 13 septembre) à Lausanne
- Festival Rave Park à Rennes
- Festival Ouest Park au Havre